# Эгоистичная митохондриальная ДНК
"Эгоистичная" митохондриальная ДНК — мутантная мтДНК, потерявшая большую часть генов или другим способом утратившая полезные для клетки свойства, но получившая эволюционное преимущество. Митохондрии являются потомками бактерий, и из-за этого имеют собственную ДНК и клеточную машинерию. Различные копии их ДНК конкурируют друг с другом внутри клетки, и возникающие мутации могут способствовать быстрому размножению соответствующей мтДНК. Подобная ДНК может вытеснять варианты без мутаций из клетки, приводя к ухудшению общего состояния организма, создавая таким образом митохондриально-ядерный конфликт: несовпадение эволюционных интересов клеточной (ядерной) и митохондриальной ДНК. Следовательно, она соответствует двум критериям, необходимым для присвоения статуса эгоистичного генетического элемента: имеет преимущество перед обычной ДНК и является вредоносной для носителя.

## Механизмы эгоистичности
Распространение и закрепление мутировавшей мтДНК в клетке может являться результатом обычного дрейфа генов, однако большинство эгоистичных митохондриальных ДНК пользуются специальными механизмами, чтобы повысить вероятность вытеснения из клетки мтДНК дикого типа.

### Быстрая репликация
Существует несколько механизмов эгоистичной репликации митохондриального генома. Меньшие по размеру молекулы реплицируются быстрее и легче распространяются, поэтому самым простым способом является уменьшение времени удвоения ДНК вследствие делеций большинства составляющих ее генов. Такая мутация может привести к нарушению процесса окислительного фосфорилирования, жизненно необходимого для нормального функционирования большинства организмов. Примерами такого механизма могут служить делеция в митохондриальном геноме Caenorhabditis elegans, результатом которой являются нарушения в дыхательной цепи переноса электронов и производство митохондриями активных форм кислорода, губительных для организма. Так как дыхание критически важно для нематод, мутация может существовать только в состояниигетероплазмии: быстрое размножение эгоистичной мтДНК затормаживается из-за отбора на организменном уровне. Однако исследования показывают, что со сменой поколений такие мутации только накапливаются.
В случае Saccharomyces cerevisiae обширная делеция митохондриального генома вместе с появлением дополнительной точки начала репликации приводит к появлению колоний, называемых «petite». Так как дрожжи являются факультативными анаэробами, мутантная мтДНК в них может полностью вытеснить мтДНК дикого типа. Этому возможно способствует тот факт, что для репликации ДНК «petite» колоний необязательно присутствие Rpo41 — митохондриальной РНК-полимеразы, участвующей в репликации генома дикого типа.
Существуют и противоположные случаи: исследования показали, что у Drosophila melanogaster репликативное преимущество получают более длинные молекулы ДНК, имеющие дополнительные участки для связывания полимеразы. Эта  считается нейтральной на организменном уровне.

### Эксплуатация клеточных систем
Еще один вид эгоистичной мтДНК в Caenorhabditis elegans может составлять до 80 % всего митохондриального генома нематоды и реплицируется вместе с мтДНК дикого типа, эксплуатируя внутриклеточную систему ответа на стресс для избегания митофагии. Так как клеткам необходимо контролировать функционирование митохондрий, наличие большого количество мутантной ДНК активирует репликацию в попытке поддержания нужного уровня АТФ. Случайный выбор матрицы для удвоения генома приводит к увеличению количества эгоистичной мтДНК наряду с мтДНК дикого типа, что, в свою очередь, вызывает новый раунд репликации. Эта мутация приводит к уменьшению продолжительности жизни нематод.

### Эгоистичные органеллы
В большинстве организмов митохондрии и хлоропласты наследуются от одного предка, однако существуют исключения, при которых эволюция способствует тому, что органеллы, полученные от различных родителей, соревнуются за клеточные ресурсы. Хорошо изученным примером такого явления являются хлоропласты Oenothera, среди которых пластиды получают преимущество благодаря особому метаболическому фенотипу. Это в том числе связано с повышенной скоростью накопления мутаций в нужных генах, которая является следствием ошибок репликации, вызванных повторами в геноме. Похожий механизм может существовать в митохондриях дрозофил: вариации в участках генома, содержащих повторы, связаны с конкурентоспособностью органелл.

### Эпигенетическое маркирование
Так как мутации в митохондриях часто связаны с тяжёлыми заболеваниями, особый интерес представляет вариация ЭКО, при которой ядро материнской клетки переносится в донорскую яйцеклетку со здоровыми митохондриями. К сожалению, подобная процедура не приводит к полному удалению материнских органелл, так как некоторые переносятся в новую клетку вместе с ядром. Несмотря на то, что они обычно составляют около одного процента от всех митохондрий, было показано, что в ходе эмбрионального развития такие митохондрии могут полностью «захватить» клетки, аннулируя таким образом усилия по предотвращению передачи дисфункциональных органелл. Возможной причиной такого поведения является эпигенетическое маркирование митохондрий, в которых процессы транскрипции и репликации являются взаимоисключающими. Определённые мутации, в таком случае, могут способствовать значительно более быстрому размножению материнских митохондрий. Эксперименты с Tigriopus californicus частично подтверждают данную гипотезу: митохондрии с пониженным уровнем транскрипции имеют больше копий, в то время как остальным органеллам приходится поддерживать максимально возможную производительность, чтобы обеспечивать клетку нужным количеством энергии.

### Неменделевское наследование
Кроме экспериментально подтверждённых механизмов существуют также два предполагаемых, биологические основания для которых наблюдаются в разных видах. Первым из них является неравномерное распределение митохондрий при делении, контролируемое элементами цитоскелета. У Ruditapes philippinarum имеется редкий тип наследования митохондрий, создающий различный баланс органелл от отца и матери у потомков разного пола, фактически приводящий к наследованию от одного предка. Предполагается, что он возник из-за наличия эгоистичных элементов в митохондриях, функционирующих аналогично микроРНК и приводящих к РНК-интерференции. Среди генов, экспрессию которых подавляют эти РНК, можно выделить два, кодирующие соответственно белок, отвечающий за связь между мембраной клетки и цитоскелетом, и белок, стабилизирующий микротрубочки. Митохондрии, влияющие на эти гены, потенциально могут получить преимущество при делении клеток.

### Митохондриальный конфликт
Последний способ основан на бактериальной системе токсин-антитоксин, гены которой также являются эгоистичными элементами, так как потомки содержащей их клетки выживают только в случае наследования нужной плазмиды. Эксперимент на мышах с индуцированной гетероплазмией показал, что во многих тканях взрослого организма клетки сохранили только один тип митохондрий. Такие животные имели физиологические и когнитивные нарушения, включая пониженный уровень энергетических затрат, причиной чего может быть несовместимость митохондрий с разным геномом, которые не являются дисфункциональными в случае гомоплазмии. Это является косвенным доказательством в пользу гипотезы, что органеллы могли частично унаследовать эгоистичные гены от своих предков.

## Клеточный ответ

### Перенос генов
В ходе эволюции эукариоты выработали множество способов бороться с эгоистичными геномными элементами. Самым широко распространённым является миграция генов из митохондриальной ДНК в ядерную. Таким образом клетка получает возможность контролировать репликацию митохондриального генома, так как необходимые для этого белки закодированы в ядерной ДНК. В случае Saccharomyces cerevisiae эгоистичные мтДНК научились обходиться в ходе репликации без одного из используемых в репликации белков. Чтобы компенсировать это, клетки начинают контролировать уровень дезоксинуклеозидтрифосфатов (dNTP), необходимых для синтеза новых молекул. Это происходит с помощью рибонуклеотидредуктазы — фермента, осуществляющего ключевой этап в синтезе dNTP, активность которого жёстко контролируется.

### Митофагия
Так как клетка должна контролировать количество митохондрий в зависимости от особенностей метаболизма, существует процесс митофагии, среди прочего отсеивающий дисфункциональные органеллы. Ей предшествует деление митохондрий, после чего белки узнают дефектные органеллы и помечают для аутофагии. Процесс требует участия разных ферментов в зависимости от цели: различные пути митофагии используются в ходе дифференцировки эритроцитов и удаления повреждённых органелл. Подобный механизм может способствовать избавлению от митохондрий, содержащих эгоистичную мтДНК, если они теряют функцию после приобретения мутаций, обеспечивающих им репликативное преимущество.

### Эффект бутылочного горлышка
Кроме того, отсеивание митохондрий с эгоистичным геномом может происходить на клеточном уровне, например, в ходе оогенеза. Во время эмбрионального развития женский организм создаёт несколько миллионов оогониев, но только пара сотен доживает до непосредственного участия в репродуктивном цикле. Существуют несколько гипотетических механизмов, создающих эффект бутылочного горлышка, который способствует процессу отбора здоровых клеток. В числе них можно выделить апоптоз, запускаемый киназой второго фактора элонгации, которая блокирует трансляцию. В здоровых клетках постоянно синтезируются недолговечные белки, блокирующие инициацию программируемой гибели: после их распада автоматически запускается процесс апоптоза. Ещё одним способом является отбор на уровне митохондриального облака — структуры, возникающей в ранних ооцитах, когда митохондрии собираются в кластеры вокруг ядра, и один из них вступает в тесное взаимодействие с белками и РНК. Было показано, что митохондрии из облака затем попадают в гоноциты эмбриона, и что в него отбираются органеллы с самым высоким мембранным потенциалом. Таким образом могут отсеиваться плохо функционирующие и эгоистичные митохондрии.

### Половое размножение
Последним, но не менее важным способом является половое размножение. Давление отбора благоприятствует организмам с наследованием генов от двух родителей с возможностью рекомбинации. Одним из многочисленных плюсов такого пути является способность не отставать в развитии от быстро эволюционирующих паразитов: от вирусов и бактерий до плоских червей — описываемая эффектом красной королевы. Так как эгоистичные геномные элементы можно считать паразитическими, половое размножение в том числе помогает бороться с их распространением. Кроме того, существует теория, что сам переход от бесполого размножения к половому произошёл вследствие необходимости ранних эукариот справляться с быстрым разрушением митохондриального генома из-за эффекта Меллера. Эту гипотезу подтверждает тот факт, что в ядерных генах, продукты которых взаимодействуют с митохондриями, наблюдается повышенное число нуклеотидных замен. Рекомбинация в этом случае является компенсаторной реакцией, позволяющей быстро перемешивать гены и создавать новые аллели в каждом поколении, что обеспечивает необходимый генофонд для отбора нужных мутаций. Преимуществам полового размножения ещё больше способствует наследование митохондрий от одного родителя. Предполагается, что такой способ передачи органелл является следствием стабилизирующего отбора против гетероплазмии и, одновременно, ещё одним средством борьбы клеток с эгоистичными мтДНК, предотвращающим конкуренцию между митохондриями, унаследованными от разных предков.

## Связь со старением
Митохондрии связывают с воспалительным старением организмов, зависящим от иммунной системы. Активацию инфламмасом можно наблюдать во многих патологических состояниях, связанных со старшим возрастом: атеросклерозом, болезнью Альцгеймера, метаболическим синдромом. Было показано, что у людей с возрастом повышается уровень мтДНК в плазме крови, и это коррелирует с повышением уровня цитокинов. Так как митохондрии являются потомками бактерий, их ДНК содержат неметилированные области и активируют иммунный ответ через Толл-подобные рецепторы. Кроме того, попадание мтДНК в цитозоль активирует вышеупомянутые инфламмасомы, лучше всего из которых изучены криопирины. Эти белки, в свою очередь, активируют каспазу 1, способную наносить вред митохондриям, и цитокины. Ещё один цитозольный механизм реакции на мтДНК включает в себя циклическую ГТФ-АМФ синтазу, обычно узнающую двухцепочечную ДНК: она активирует другой белок, который затем стимулирует производство интерферонов, обычно выделяемых как часть противовирусно-иммунного ответа. Так как один из методов борьбы с эгоистичными мтДНК включает в себя митофагию, теоретически она может приводить к учащению подобных реакций в организме и раннему старению.
У аскомицетов Podospora anserina перестановки в мтДНК ассоциированы со старением. Ответственной за них считается плазмида αsenDNA, являющаяся производной интрона гена, кодирующего первую субъединицу цитохром-с-оксидазы. Существуют два гипотетических механизма ее возникновения: сплайсинг ДНК, возможность которого была показана на дрожжах, и обратная транскрипция одноцепочечной РНК. Эта плазмида быстро реплицируется и, будучи мобильным генетическим элементом, может вставлять себя обратно в митохондриальный геном. Это ведет к потере функций белков, необходимых для нормальной жизнедеятельности, вызывает клеточное старение, и, в конце концов, смерть.